# 모산초등학교 (부산)
모산초등학교는 대한민국 부산광역시 사상구 모라동에 있는 공립 초등학교이다.

## 학교 연혁
- 2008.10.29	보건실 리모델링
- 2008.09.05	승하강식 크린칠판 교체
- 2003.11.26	서편교실 5층 증축(2실)
- 2003.11.19	도서관 개관
- 1994.03.01	모동초등학교로 27학급 분리(954명)
- 1992.03.01	모산초등학교 개교(44학급)

## 참고 자료
- 모산초등학교 - 한국교육학술정보원 학교알리미